# Wałbrzych (district)
Wałbrzych (powiat wałbrzyski) is een Pools district (powiat) in de woiwodschap Neder-Silezië. Het district heeft een oppervlakte van 430,22 km² en telt 57.492 inwoners (2014). 
De stad Wałbrzych (Duits: Waldenburg) is de zetel van het district, maar werd er in 2013 van afgesplitst. Tot dan toe was Wałbrzych de grootste stad in Polen die geen eigen stadsdistrict vormde. 

## Steden
- Boguszów-Gorce
- Głuszyca
- Jedlina Zdrój
- Mieroszów
- Szczawno Zdrój

Stadsdistricten:
Wrocław · Jelenia Góra · Legnica · Wałbrzych

Districten:
Bolesławiec · Dzierżoniów · Głogów · Góra · Jawor · Kamienna Góra · Karkonosze · Kłodzko · Legnica · Lubań · Lubin · Lwówek Śląski · Milicz · Oleśnica · Oława · Polkowice · Środa Śląska · Strzelin · Świdnica · Trzebnica · Wałbrzych · Wołów · Wrocław · Ząbkowice Śląskie · Zgorzelec · Złotoryja

Grootste steden:
Bielawa · Bolesławiec · Dzierżoniów · Głogów · Jelenia Góra · Legnica · Lubin · Oleśnica · Świdnica · Wałbrzych · Wrocław · Zgorzelec